# الحب كده (فلم 2007)
الحب كدة هو فيلم كوميدي مصري بطولة حمادة هلال ودرة والطفلة منة عرفة والطفل نهاد نور.

## قصة الفيلم
تدور أحداث الفيلم حول شاب لا يحب الأطفال ويقابل فتاة ويحبها، ولكنه يكتشف أنها أرملة وتعول ولداً وبنتاً، وتطلب منه حبيبته أن يسافر مع الطفلين إلى الصعيد، ولكن لأنهما طفلان مشاغبان، يورطانه في العديد من المشاكل، مما يؤدى إلى أن يفوته ميعاد الطائرة، ثم ميعاد القطار، فيضطر أن يسافر معهما بسيارته، مما يؤدى إلى حدوث العديد من المواقف الكوميدية. والفيلم مقتبس من فيلم أمريكي وهو (هل وصلنا بعد ) (?are we there yet).

## الممثلين
- حمادة هلال
- درة
- منة عرفة
- نهاد نور
- ضياء الميرغني
- رضا حامد
- متولي علوان
- حسن عبد الفتاح
- عفاف رشاد
- محمد علي الدين
- حسين المملوك
- مجدي رشوان

## روابط خارجية
- مقالات تستعمل روابط فنية بلا صلة مع ويكي بيانات